# Huanansaurus
Huanansaurus là một chi khủng long Oviraptorid đã tuyệt chủng sống cách đây khoảng 72 triệu năm, giữa tầng Campanian và tầng Maastricht của kỷ Phấn trắng muộn, thuộc hệ tầng Nanxiong, Trung Quốc ngày nay.

## Khám phá và chỉ định
Bộ xương của một loài oviraptorid mới có tên Huanansaurus ganzhouensis đã được phát hiện trong quá trình xây dựng nhà ga đường sắt Ganzhou ở tỉnh Giang Tây, Trung Quốc.

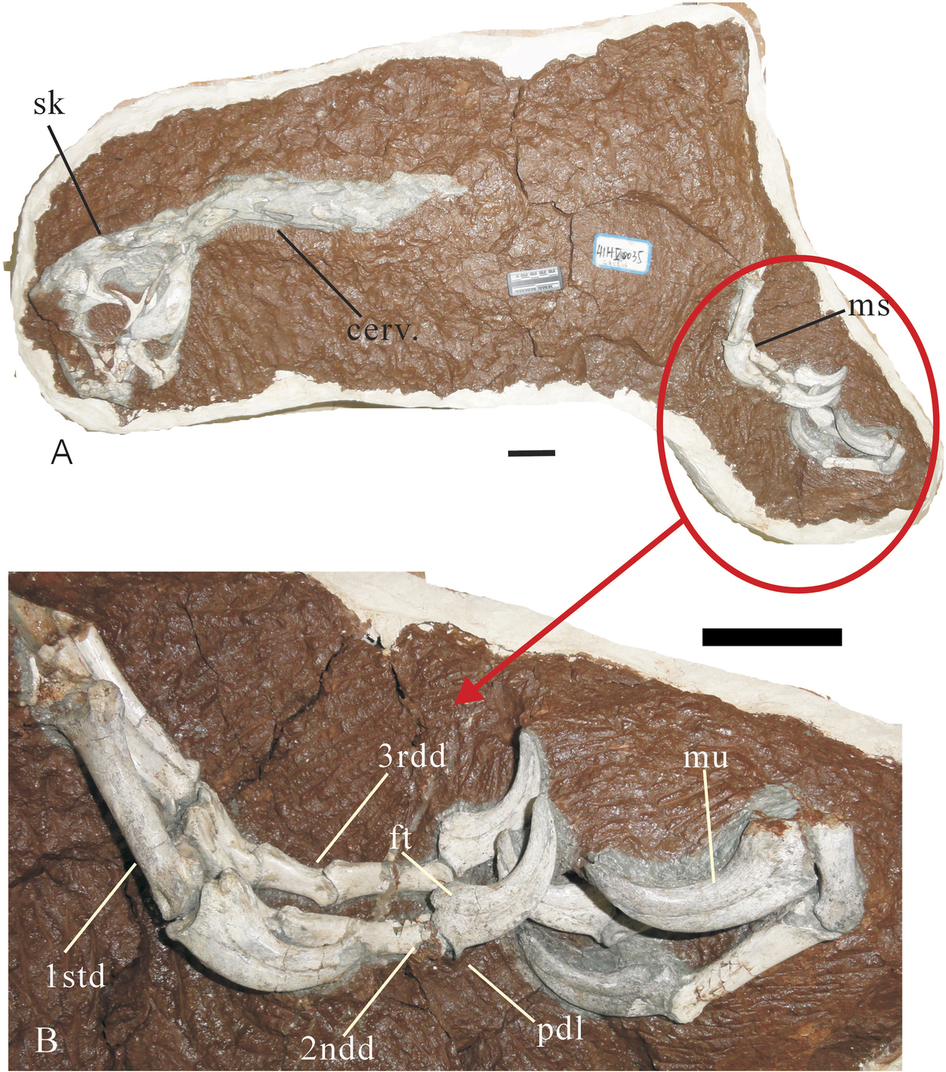
Phần trước của các mẫu vật

Năm 2015, Lü Junchang, Pu Hanyong, Yoshitsugu Kobayashi, Xu Li, Chang Huali, Shang Yuhua, Liu Di, Lee Yuong-Nam, Martin Kundrát và Shen Caizhi đã đặt tên và mô tả loài điển hình Huanansaurus ganzhouensis. Tên chung của loài này có nguồn gốc từ Hoa Nam, "Miền Nam Trung Quốc". Tên cụ thể có nguồn gốc từ tỉnh Gan Châu. Huanansaurus là một trong mười tám loài khủng long từ năm 2015 được mô tả trong các tạp chí mở có thể truy cập miễn phí.
Mẫu định danh của loài khủng long này, có tên HGM41HIII-0443 đã được tìm thấy trong một lớp của hệ tầng Nanxiong có niên đại nằm giữa hai tầng địa chất Campanian-Maastrichtian. Nó bao gồm một bộ xương không hoàn chỉnh, có khớp nối một phần bao gồm hộp sọ gần như hoàn chỉnh và hàm dưới, bảy đốt sống cổ đầu tiên, một xương cánh tay, một xương trụ, một xương quay và một bàn tay của cánh tay phải, bàn tay trái, phần dưới của xương đùi phải, phần trên của xương ống chân phải và phần ngoài của bàn chân phải. Mẫu vật này là một phần trong bộ sưu tập của Bảo tàng Địa chất Hà Nam tại Trịnh Châu.